# Безансон
Безансон (фр. Besançon) град је у Француској у региону Бургундија-Франш-Конте, у департману Ду.
По подацима из 2006. године број становника у месту је био 117.080. Шире градско подручје имао око 220.000 становника.
Налази се близу границе са Швајцарском и познат је као најзеленији град у Француској.

## Географија
Град се налази на североисточном делу Француске, на реци Ду, на око 325 km источно од Париза и 100 km источно од Дижона. Налази се при крају Јура планина.
Град се у почетку развијао у природном меандру реке Ду, са пречником око 1 km. Унутрашња петља има узвишење око 250 m и са југа је ограничена брдом Мон Сенетјен, које је високо 371 m. Град је окружен са 6 других брда висине од 400 до 500 m.

### Клима
Под утицајем је и океанске и континенталне климе. Утицај океанске климе се огледа у већој количини падалина, а континентална клима се огледа у хладним зимама и толим и сухим летима. Просечна годишња темпаратура је 10,2 °C. најтоплији је јул са 18,9 °C, а најхладнији је јануар са 1,6 °C. Безансон добија око 1.108 mm падалина годишње. највлажнији је нмај са 111,4 милиметара, а најсувљи је јул са 80 mm.
| Клима (Безансон)            | Клима (Безансон) | Клима (Безансон) | Клима (Безансон) | Клима (Безансон) | Клима (Безансон) | Клима (Безансон) | Клима (Безансон) | Клима (Безансон) | Клима (Безансон) | Клима (Безансон) | Клима (Безансон) | Клима (Безансон) | Клима (Безансон) |
| Показатељ \ Месец           | .Јан.            | .Феб.            | .Мар.            | .Апр.            | .Мај.            | .Јун.            | .Јул.            | .Авг.            | .Сеп.            | .Окт.            | .Нов.            | .Дец.            | .Год.            |
| --------------------------- | ---------------- | ---------------- | ---------------- | ---------------- | ---------------- | ---------------- | ---------------- | ---------------- | ---------------- | ---------------- | ---------------- | ---------------- | ---------------- |
| Апсолутни максимум, °C (°F) | 16,8 (62,2)      | 21,7 (71,1)      | 24,8 (76,6)      | 29,1 (84,4)      | 32,2 (90)        | 35,2 (95,4)      | 40,3 (104,5)     | 38,3 (100,9)     | 34,6 (94,3)      | 30,1 (86,2)      | 23 (73)          | 20,8 (69,4)      | 40,3 (104,5)     |
| Средњи максимум, °C (°F)    | 5,2 (41,4)       | 7 (45)           | 11,4 (52,5)      | 15,2 (59,4)      | 19,5 (67,1)      | 22,8 (73)        | 25,3 (77,5)      | 25 (77)          | 20,7 (69,3)      | 16 (61)          | 9,5 (49,1)       | 5,7 (42,3)       | 15,3 (59,5)      |
| Средњи минимум, °C (°F)     | −0,7 (30,7)      | −0,2 (31,6)      | 2,7 (36,9)       | 5,2 (41,4)       | 9,3 (48,7)       | 12,4 (54,3)      | 14,5 (58,1)      | 14,1 (57,4)      | 10,9 (51,6)      | 7,6 (45,7)       | 2,9 (37,2)       | 0,4 (32,7)       | 6,6 (43,9)       |
| Апсолутни минимум, °C (°F)  | −20,7 (−5,3)     | −20,6 (−5,1)     | −14,1 (6,6)      | −5,2 (22,6)      | −2,4 (27,7)      | 2,1 (35,8)       | 4,5 (40,1)       | 3,4 (38,1)       | −0,1 (31,8)      | −6,1 (21)        | −11,3 (11,7)     | −19,3 (−2,7)     | −20,7 (−5,3)     |
| Количина падавина, mm (in)  | 86,3 (33,98)     | 79,7 (31,38)     | 92 (36,2)        | 94,2 (37,09)     | 114,8 (45,2)     | 101,5 (39,96)    | 90 (35,4)        | 91,9 (36,18)     | 107,2 (42,2)     | 115,7 (45,55)    | 104,4 (41,1)     | 109,2 (42,99)    | 1.186,9 (467,28) |
| [ тражи се извор ]          |                  |                  |                  |                  |                  |                  |                  |                  |                  |                  |                  |                  |                  |

## Демографија
| 1982.   | 1990.   | 1999.   | 2006.   | 2011.   |
| ------- | ------- | ------- | ------- | ------- |
| 113.283 | 113.828 | 117.733 | 117.080 | 115.879 |

## Економија
Познат је по микротехнологији и индустрији сатова. Домаћин је Микронора велесајма, који се одржава сваке друге године и један је од највећих европских догађаја посвећених микротехнологији.
Безансон је био и остао најважнији град Франсуске у производњи сатова и успешно је преживео кризу седамдесетих година 20. века. Тада су кварцни часовници потиснули традиционалне часовнике. Најпознатија марка сата коју су производили звала се Лип. Радници су током кризе сами преузели фабрику и основали радничку кооперативу. Међутим, тада нису успели да оживе индустрију сатова. Требало је доста времена да се индустрија сатова опорави. Током 1990-их град је постао један од водећих француских технолошких центара у многим пољима, укључујући телекомуникације и биотехнологију.

## Историја
У доба Јулија Цезара и освајања Галије град је добио име Весонтио, а временом се име мењало до данашњег облика. Јулије Цезар је заузео град 58. п. н. е. Због стратешког значаја постао је главни град области у којој је живело галско племе Секвани. Римљани су тада утврдили град и изградили бројне грађевине, Изграђен је амфитеатар са 20.000 седишта. Марко Аурелије је 175. подигао славолук Порт Ноар (црна врата). После вишеструког сукоба Хуна и Римљана подручје је постало део краљевине Бургундије. Франци су 534. победили последњег бургундског краља Годомара и тада је Бургундија постала део Франачке. Верденским споразумом 843. се Франачко царство дели на три државе. Лотар I је добио Бургундију и Италију. Наслеђује га Лотар II, који добија Лотарингију. Бургундијом су владали војводе од Бургундије.
Град је од 1034. постао део Светог римског царства. Добио је статус слободног царског града са аутономијом од 1184. Био је седиште надбискупије Бесанкон. Цар Фридрих Барбароса је одржао царски сабор у Бисамцу (Бетансону). У Бесанцону је тада будући папа Александар III отворено рекао цару да царска власт долази од папа.
Безансон је у 15. веку био под утицајем војвода од Бургундије, након венчања Марије од Бургундије и Максимилијана I, цара Светог римског царства град је постао хабзбуршки феуд. Бесанкон је 1526. добио право да кује новац. То право је имао до 1673. Ипак сав тај новац је био у име Карла V, цара Светог римског царства. Шпанци су 1668. градили главни обрамбени комплекс ла Ситадел, према дизајну француског војног архитекте Вобана. Французи су 1674, заузели Безансон и сам Вобан је унапредио утврђења. Споразумом из Нијмегена град је дефинитивно припао Француској.
Око града се поред тога налази велики број урвђења, која су изграђена у доба Вобана.

## Знаменитости
Безансон представља један од најлепших историјских центара. Стари град је окружен у широкој поткови реком Ду, а на врату је блокиран Вобановом цитаделом. Историјски центар предстваља значајан скуп класичних камених грађевина, од којих су многе из Средњег века. Међу најпосећенијим историјским споменицима су:
- Безансон (фр. Palais Granvelle) из 16. века, коју је изградио кардинал Гранвел, канцелар краља Карла V
- Вобанова цитадела
- Катедрала светог Жана, већим делом из 12. века
- неколико римских споменика, посебно
  - Порт Ноар (фр. Porte Noire de Besançon, црна врата), која су тријумфална капија
  - Безансон (фр. Square Castan)

Безансон је познат и по једној од најлепших уметничких галерија у Француској.
- Музе де Бо Артс (фр. Musée des Beaux Arts, музеј лепих уметности) има колекцију, која је сакупљана од 1694. Грађевина је поново саграђена 1960-их.

## Партнерски градови
- Твер
- Фрајбург
- Куопио
- Хадерсфилд - Кирклис
- Бјелско-Бјала
- Нешател
- Бистрица
- Павија
- Хадера
- Дурула
- Ман
- Шарлотсвил